# Гамбургский архив мировой экономики
Гамбургский архив мировой экономики (нем. Das Hamburgische Welt-Wirtschafts-Archiv, HWWA; английский вариант названия: Hamburg Institute of International Economics) — экономическое научно-исследовательское учреждение (Германия). Архив основан 20 октября 1908 г. под названием «Центральное агентство Колониального института» (нем. Zentralstelle des Kolonialinstituts in Hamburg). Первоначально миссия организации заключалась в обеспечении ученых и политиков информацией посредством создания архива газетных вырезок и библиотеки. В ходе Второй мировой войны архивом стала проводиться самостоятельная научная работа.
Среди исследовательских программ института: Деньги и валюта; Интеграционные области Европы; Миграция, Торговля и развитие и др.
Среди руководителей архива выделяются известные экономисты: А. Предоль (1945); К. Капферер (1948-64), А. Гутовски (1978-87), Х.-В. Зинн (1996-99), Т. Штраубхаар (с 1999).
Архив издает журнал Intereconomics.